# Campionati del mondo di atletica leggera indoor 2004
I Campionati del mondo di atletica leggera indoor 2004 (10ª edizione) si sono svolti alla Sports Arena di Budapest, in Ungheria, dal 5 al 7 marzo. Sono stati l'ultima edizione che ha visto lo svolgimento della gara dei 200 metri piani.

## Medagliati

### Uomini
| Specialità | Oro                                                                                                | Prestazione | Argento                                                            | Prestazione | Bronzo                                                     | Prestazione |
| Corse piane | |             |                                                                    |             |                                                            |             |
| 60 m | Jason Gardener                                                                                     | 6"49        | Shawn Crawford                                                     | 6"52        | Georgios Theodoridis                                       | 6"54        |
| 200 m | Dominic Demeritte                                                                                  | 20"66       | Johan Wissman                                                      | 20"72       | Tobias Unger                                               | 21"02       |
| 400 m | Alleyne Francique                                                                                  | 45"88       | Davian Clarke                                                      | 45"92       | Gary Kikaya                                                | 46"30       |
| 800 m | Mbulaeni Mulaudzi                                                                                  | 1'45"71     | Rashid Ramzi                                                       | 1'46"15     | Osmar dos Santos                                           | 1'46"26     |
| 1.500 m | Paul Korir                                                                                         | 3'52"31     | Ivan Heško                                                         | 3'52"34     | Laban Rotich                                               | 3'52"93     |
| 3.000 m | Bernard Lagat                                                                                      | 7'56"34     | Rui Silva                                                          | 7'57"08     | Markos Geneti                                              | 7'57"87     |
| Corse a ostacoli | |             |                                                                    |             |                                                            |             |
| 60 hs | Allen Johnson                                                                                      | 7"36        | Liu Xiang                                                          | 7"43        | Maurice Wignall                                            | 7"48        |
| Salti | |             |                                                                    |             |                                                            |             |
| Salto in alto | Stefan Holm                                                                                        | 2,35 m      | Jaroslav Rybakov                                                   | 2,32 m      | Jaroslav Bába Germaine Mason Ştefan Vasilache              | 2,25 m      |
| Salto con l'asta | Igor' Pavlov                                                                                       | 5,80 m      | Adam Ptáček                                                        | 5,70 m      | Denys Jurčenko                                             | 5,70 m      |
| Salto in lungo | Savanté Stringfellow                                                                               | 8,40 m      | James Beckford                                                     | 8,31 m      | Vitalij Škurlatov                                          | 8,28 m      |
| Salto triplo | Christian Olsson                                                                                   | 17,83 m     | Jadel Gregório                                                     | 17,43 m     | Yoandri Betanzos                                           | 17,36 m     |
| Lanci | |             |                                                                    |             |                                                            |             |
| Getto del peso | Christian Cantwell                                                                                 | 21,49 m     | Reese Hoffa                                                        | 21,07 m     | Joachim Olsen                                              | 20,99 m     |
| Prove multiple | |             |                                                                    |             |                                                            |             |
| Eptathlon | Roman Šebrle                                                                                       | 6.438 p.    | Bryan Clay                                                         | 6.365 p.    | Lev Lobodin                                                | 6.203 p.    |
| Staffette | |             |                                                                    |             |                                                            |             |
| Staffetta 4×400 m | Giamaica Gregory Haughton Leroy Colquhoun Michael McDonald Davian Clarke Richard James Sanjay Ayre | 3'05"21     | Russia Dmitrij Foršev Boris Gorban Andrej Rudnickij Aleksandr Usov | 3'06"23     | Irlanda Robert Daly Gary Ryan David Gillick David McCarthy | 3'10"44     |
| record mondiale; record mondiale stagionale; record africano; record asiatico; record europeo; record nord-centroamericano e caraibico; record sudamericano; record oceaniano; record dei campionati; record nazionale; record personale; record personale stagionale. | |             |                                                                    |             |                                                            |             |

### Donne
| Specialità | Oro | Prestazione | Argento                                                              | Prestazione | Bronzo                                                       | Prestazione |
| Corse piane | |             |                                                                      |             |                                                              |             |
| 60 m | Gail Devers                                                                                                 | 7"08        | Kim Gevaert                                                          | 7"12        | Julija Nescjarėnka                                           | 7"12        |
| 200 m | Natallja Safronnikava                                                                                       | 23"13       | Svetlana Gončarenko                                                  | 23"15       | Karin Mayr-Krifka                                            | 23"18       |
| 400 m | Natal'ja Nazarova                                                                                           | 50"19       | Olesja Krasnomovec                                                   | 50"65       | Tonique Williams-Darling                                     | 50"87       |
| 800 m | Maria Mutola                                                                                                | 1'58"50     | Jolanda Čeplak                                                       | 1'58"72     | Joanne Fenn                                                  | 1'59"50     |
| 1.500 m | Kutre Dulecha                                                                                               | 4'06"40     | Carmen Douma-Hussar                                                  | 4'08"18     | Gul'nara Samitova                                            | 4'08"26     |
| 3.000 m | Meseret Defar                                                                                               | 9'11"22     | Berhane Adere                                                        | 9'11"43     | Shayne Culpepper                                             | 9'12"15     |
| Corse a ostacoli | |             |                                                                      |             |                                                              |             |
| 60 hs | Perdita Felicien                                                                                            | 7"75        | Gail Devers                                                          | 7"78        | Linda Ferga-Khodadin                                         | 7"82        |
| Salti | |             |                                                                      |             |                                                              |             |
| Salto in alto | Elena Slesarenko                                                                                            | 2,04 m      | Anna Čičerova                                                        | 2,00 m      | Blanka Vlašić                                                | 1,97 m      |
| Salto con l'asta | Elena Isinbaeva                                                                                             | 4,86 m      | Stacy Dragila                                                        | 4,81 m      | Svetlana Feofanova                                           | 4,70 m      |
| Salto in lungo | Tat'jana Lebedeva                                                                                           | 6,98 m      | Tat'jana Kotova                                                      | 6,93 m      | Carolina Klüft                                               | 6,92 m      |
| Salto triplo | Tat'jana Lebedeva                                                                                           | 15,36 m     | Yamilé Aldama                                                        | 14,90 m     | Hrysopiyí Devetzí                                            | 14,73 m     |
| Lanci | |             |                                                                      |             |                                                              |             |
| Getto del peso | Svetlana Krivelëva                                                                                          | 19,90 m     | Yumileidi Cumbá                                                      | 19,31 m     | Nadine Kleinert                                              | 19,05 m     |
| Prove multiple | |             |                                                                      |             |                                                              |             |
| Pentathlon | Naide Gomes                                                                                                 | 4.759 p.    | Natalija Dobryns'ka                                                  | 4.727 p.    | Austra Skujytė                                               | 4.679 p.    |
| Staffette | |             |                                                                      |             |                                                              |             |
| Staffetta 4×400 m | Russia Olesja Krasnomovec Ol'ga Kotljarova Tat'jana Levina Natal'ja Nazarova Olesja Zykina Natal'ja Antjuch | 3'23"88     | Bielorussia Natallja Salahub Anna Kozak Ilona Usovič Svetlana Usovič | 3'29"96     | Romania Angela Moroşanu Alina Râpanu Maria Rus Ionela Târlea | 3'30"06     |
| record mondiale; record mondiale stagionale; record africano; record asiatico; record europeo; record nord-centroamericano e caraibico; record sudamericano; record oceaniano; record dei campionati; record nazionale; record personale; record personale stagionale. | |             |                                                                      |             |                                                              |             |

## Medagliere
| Posizione | Paese        | Oro | Argento | Bronzo | Totale |
| --------- | ------------ | --- | ------- | ------ | ------ |
| 1         | Russia       | 8   | 6       | 4      | 18     |
| 2         | Stati Uniti  | 4   | 5       | 1      | 10     |
| 3         | Etiopia      | 2   | 1       | 1      | 4      |
| 3         | Svezia       | 2   | 1       | 1      | 4      |
| 5         | Kenya        | 2   | 0       | 1      | 3      |
| 6         | Giamaica     | 1   | 2       | 2      | 5      |
| 7         | Bielorussia  | 1   | 1       | 1      | 3      |
| 7         | Rep. Ceca    | 1   | 1       | 1      | 3      |
| 9         | Canada       | 1   | 1       | 0      | 2      |
| 9         | Portogallo   | 1   | 1       | 0      | 2      |
| 11        | Bahamas      | 1   | 0       | 1      | 2      |
| 11        | Regno Unito  | 1   | 0       | 1      | 2      |
| 13        | Grenada      | 1   | 0       | 0      | 1      |
| 13        | Mozambico    | 1   | 0       | 0      | 1      |
| 13        | Sudafrica    | 1   | 0       | 0      | 1      |
| 16        | Ucraina      | 0   | 2       | 1      | 3      |
| 17        | Brasile      | 0   | 1       | 1      | 2      |
| 17        | Cuba         | 0   | 1       | 1      | 2      |
| 19        | Bahrein      | 0   | 1       | 0      | 1      |
| 19        | Belgio       | 0   | 1       | 0      | 1      |
| 19        | Cina         | 0   | 1       | 0      | 1      |
| 19        | Slovenia     | 0   | 1       | 0      | 1      |
| 19        | Sudan        | 0   | 1       | 0      | 1      |
| 24        | Germania     | 0   | 0       | 2      | 2      |
| 24        | Grecia       | 0   | 0       | 2      | 2      |
| 24        | Romania      | 0   | 0       | 2      | 2      |
| 27        | Austria      | 0   | 0       | 1      | 1      |
| 27        | Croazia      | 0   | 0       | 1      | 1      |
| 27        | Danimarca    | 0   | 0       | 1      | 1      |
| 27        | Francia      | 0   | 0       | 1      | 1      |
| 27        | Irlanda      | 0   | 0       | 1      | 1      |
| 27        | Lituania     | 0   | 0       | 1      | 1      |
| 27        | RD del Congo | 0   | 0       | 1      | 1      |
| Totale    | Totale       | 28  | 28      | 30     | 86     |